# エクパット
エクパット（ECPAT、The International Campaign to End Child Prostitution in Asian Tourism、アジア観光における児童買春根絶国際キャンペーン）とは、アジア地域で深刻な問題となっている児童に対する商業的な性的搾取（児童買春）の根絶を目標とする国際的ネットワークである。団体としては国際エクパットと、国際エクパットの基本指針に則って世界各地で独自活動を行っている関連団体がある。

States with one or more organizations that are connected to the ECPAT network
ECPAT group(s) in the state
None

## 設立
1990年にタイのチェンマイで、キリスト教関係者を中心とするECTWT（第三世界の観光問題に関するエキュメニカル連合）によって開催された児童買春問題についての国際会議を発端として、翌年の1991年に設立された。

## 国際エクパット
タイのバンコクに本部事務局を置く、キリスト教系の国際NGO団体。2024年4月現在、104ヶ国に125の関連団体があり、次節にあるエクパット東京、エクパット関西も含まれる。

## ECPAT/ストップ子ども買春の会
ECPAT/ストップ子ども買春の会（通称：エクパット東京）は、日本で活動するエクパットの関連団体。売春防止法の強化や慰安婦に対する補償請求などといった女性の人権擁護活動を展開していた日本キリスト教婦人矯風会を母体として、1992年に発足した。代表は日本キリスト教婦人矯風会の性・人権部（旧純潔部）幹事である宮本潤子と斎藤恵子。前共同代表として日本基督教団所属の中原真澄がいた。顧問として警察庁生活安全局出身の後藤啓二（2010年の東京都青少年健全育成条例改正案の草案を担当）がいる。
1999年に成立した児童買春・児童ポルノ禁止法の立案に大きく寄与し、同年には女性の性と健康にかかわる権利の確立に努めた団体・個人に授与される「加藤シヅエ賞」を受賞した。

### 活動内容
国際エクパットの基本指針に則って国会や各省庁へ積極的にロビーイング活動を行っている。近年は、日本ユニセフ協会、ポルノ・買春問題研究会、化粧品メーカーのザ・ボディショップなどと共に、児童買春・児童ポルノ禁止法を改正して、児童ポルノの単純所持と、18歳未満あるいは18歳未満の外見をしたキャラクターによる性描写を含んだアニメや漫画などの製作、販売、所持を禁止することを強く求めている。視覚要素以外の音声・文章なども規制の対象として想定している。

## エクパット・ジャパン・関西
エクパット・ジャパン・関西（通称：エクパット関西）は、日本で活動するエクパットの関連団体。1992年6月に発足。

### 活動内容
1999年に、当時与党だった自民党・社民党・さきがけが提出した児童買春・児童ポルノ禁止法案の内容が、日本国内で社会問題化していた児童買春を取り締まることに比重が置かれ、またアニメや漫画などにまで規制の網をかけるものであった為に、これを「東南アジア諸国で商業的な性的被害を受けている児童の人権を保護するという趣旨から逸脱している」として批判した。マンガ防衛同盟などと共に法案の修正を求め、後者については削除させることに成功した。2001年12月には、横浜市で開催された「第2回・子どもの性的商業的搾取に反対する世界会議」へ参加し、AMIと共同でワークショップ・「漫画はCSEC（子どもの性的商業的搾取）ではない」を開催した。